# Annie Matundu Mbambi
Annie Matundu, de son nom complet Annie Matundu Mbambi, née le 6 septembre 1955 dans la ville portuaire de Boma, province du Kongo-Central, en république démocratique du Congo (RDC) est consultante en genre et développement, présidente honoraire de la Ligue internationale des femmes pour la paix et la liberté (LIFPL), section RDC, représentante régionale de la LIFPL Afrique. Formatrice dans l’Agenda Femmes, Paix et Sécurité et l’Agenda Jeunesse, Paix et Sécurité. Auteure du Glossaire des termes utilisés dans la résolution 1325 du Conseil de sécurité des Nations unies et ses résolutions connexes,.

## Biographie
Annie Matundu est consultante en genre et développement et militante pour les droits des femmes, avec 31 ans d'expérience dans le domaine, en particulier dans la lutte pour l'intégration de l'égalité des sexes et l'élimination de toutes les formes de violence à l'égard des femmes. Elle est titulaire d'une double maîtrise en finances publiques et en planification économique de l'université d'Anvers, en Belgique,.
Directrice honoraire du Centre protestant d'approvisionnement en médicaments de l'Église du Christ au Congo (ECC), présidente honoraire de la Ligue internationale des femmes pour la paix et la liberté (section RDC), conseillère principale honoraire du gouvernorat du Kongo-Central, candidate vice-gouverneure du Kongo central (2022), chargée des projets des bailleurs de fonds bilatéraux et multilatéraux, et maire-adjointe honoraire de la ville de Boma,, Annie Matundu Mbambi est représentante pour l'Afrique de la Ligue internationale des femmes pour la paix et la liberté (LIFPL).
L'une de ses principales préoccupations est l'intégration de l'égalité des sexes et l'autonomisation des femmes, sur la base de la résolution 1325 du Conseil de sécurité des Nations unies et de l'accord-cadre de coopération pour la paix et la sécurité en RDC et dans la région, ainsi que sur la base du New Deal dans les États fragiles,.
Annie Matundu est impliquée dans le travail visant à accroître la participation politique des femmes ; elle est la présidente d'Action-Femmes du Bas-Fleuve, qui travaille sur le genre et le changement climatique, membre de AWID, CAFCO, Controls Arms, CNC-ALPC, GNWP, IANSA, Peace Women, CBFP/RDC et membre cofondateur du réseau Gender in Action et du Mouvement Nothing Without Women. Elle est également membre du Conseil consultatif de l'ONU Femmes en RDC, membre du conseil d'administration de XOESE et Point Focal / West Pool de l'accord-cadre pour la paix, la sécurité et la coopération pour la république démocratique du Congo et la région.
Annie Matundu Mbambi est affectueusement surnommée « Mama 1325 ».

## Interventions
Le 17 juin 2023, Annie Matundu Mbambi, en sa qualité de présidente de la Ligue internationale des femmes pour la paix et la liberté en RDC et représentante pour l'Afrique de cette même organisation, rencontre la reine des Belges Mathilde, ensemble avec la baronne Jennie Vanlerberghe, militante des femmes et fondatrice de la branche belge de « Mothers for Peace », Sima Samar, ancienne ministre en Afghanistan et membre du Panel de Haut Niveau des Nations unies sur les Déplacements internes, spécialement invitées par la reine. Elles discutent des défis auxquels sont confrontées les femmes occupant des postes à responsabilité dans la prévention et la résolution des conflits, à l'occasion de la conférence internationale « Les femmes à la table de la paix », qui se tient à Ypres.

## Autres publications et activités
- Elle a participé au Panel d’ouverture de Haut Niveau, cinquième conférence des États parties (CSP5) au traité sur le Commerce des Armes (TCA) le 24 aout 2019[15].

## Articles
- « L'inégalité du genre et les institutions sociales en R.D. Congo »[16].

## Ouvrages
- Glossaire des termes utilisés dans la résolution 1325 du Conseil de sécurité des Nations unies et ses résolutions connexes[1],[2].

## Distinction
- ICN Global Awards 2022[3].